# Championnat d'Allemagne de rugby à XV 2007-2008
Navigation
1. Bundesliga 2006-2007 1. Bundesliga 2008-2009
Le championnat d'Allemagne de rugby à XV 2007-2008 ou 1. Bundesliga 2007-2008 est une compétition de rugby à XV qui oppose les 8 meilleurs clubs allemands. La compétition commence à l'été 2007 et se termine par une finale le 24 mai 2008. 
La 1re phase de la compétition se déroule de l'été à l'automne 2007, reprend au printemps 2008 et est suivie d'une finale.

## Équipes participantes
Les huit équipes qualifiées pour le Meisterschaftrunde sont les suivantes :
1. Bundesliga Nord/Est
- DRC Hannover
- Berlin RC

1. Bundesliga Sud/Ouest
- RG Heidelberg
- TSV Handschuhsheim
- SC Neuenheim
- Heidelberger RK
- SC 1880 Frankfurt
- RK Heusenstamm

## Meisterschaftrunde
| Rang | Club               | J  | V | N | D | Bo | Bd | Pm  | Pe  | Diff | Pts |
| ---- | ------------------ | -- | - | - | - | -- | -- | --- | --- | ---- | --- |
| 1    | SC 1880 Frankfurt  | 14 | 9 | 0 | 5 | 2  | 0  | 561 | 195 | +366 | 38  |
| 2    | RG Heidelberg (T)  | 14 | 8 | 0 | 6 | 1  | 0  | 490 | 242 | +248 | 33  |
| 3    | TSV Handschuhsheim | 14 | 8 | 0 | 6 | 1  | 0  | 276 | 276 | 0    | 33  |
| 4    | Berlin RC          | 14 | 7 | 0 | 7 | 0  | 0  | 301 | 340 | -39  | 28  |
| 5    | SC Neuenheim       | 14 | 6 | 0 | 8 | 1  | 0  | 204 | 236 | -32  | 25  |
| 6    | Heidelberger RK    | 14 | 6 | 0 | 8 | 1  | 0  | 228 | 274 | -46  | 25  |
| 7    | DRC Hannover       | 14 | 5 | 0 | 9 | 2  | 0  | 228 | 410 | -182 | 22  |
| 8    | RK Heusenstamm     | 14 | 5 | 0 | 9 | 0  | 0  | 241 | 556 | -315 | 20  |

|  | Qualifiés pour la finale (no 1, no 2). |
|  | Qualifié pour le barrage (no 7).       |
|  | Relégué (no 8).                        |
|  | T : tenant du titre                    |

Attribution des points : victoire sur tapis vert : 5, victoire : 4, match nul : 2, défaite : 0, forfait : -2 ; plus les bonus (offensif : 4 essais marqués ; défensif : défaite par 7 points d'écart ou moins).

## Finale
| 24 mai 2008 | RG Heidelberg | 28 - 13 | SC 1880 Frankfurt | Francfort Arbitre : Tietge |
| 24 mai 2008 |               |         |                   | Francfort Arbitre : Tietge |
| 24 mai 2008 |               |         |                   | Francfort Arbitre : Tietge |

## Barrage

### Match promotion pour 1.BL
| 31 mai 2008 | DRC Hannover | 52 - 3 | ASV Cologne |  |
| 31 mai 2008 |              |        |             |  |
| 31 mai 2008 |              |        |             |  |